# 小寶寶從哪來？
《小寶寶從哪來？》（中国大陆又译作）是Sonic Team開發、世嘉發行的電子遊戲合輯，對應任天堂DS平台，2005年在日本發行，2006年在歐美發行。遊戲是2004年《為你而死》的續作。遊戲曾在2005年東京電玩展上試玩。
遊戲在Metacritic上的匯總得分為68/100。

## 外部連結
- 官方网站 （需要Adobe Flash Player） （日語）